# Понятовский, Франтишек
Францишек Понятовский (пол. Franciszek Poniatowski; 3 октября 1651 — май 1691) — польский шляхтич, ловчий подляшский (с 1680), чашник вышогрудский (с 1690), дед последнего короля Речи Посполитой Станислава Августа Понятовского.

## Биография
Представитель польского шляхетского рода Понятовских герба «Циолек». Сын Яна Понятовского (1630—1673) и Ядвиги Мацеёвской.
В 1683 году Францишек Понятовский командовал коронной панцирной хоругвью каштеляна краковского Анджея Потоцкого.
В 1674 году он женился на Елене Неверовской (1656—1732), дочери Бальтазара Неверовского и Сюзанны Чаплинской, от брака с которой у него были дети:
- Юзеф Понятовский (1674—1731), чашник вышогрудский, генерал коронных войск
- Станислав Понятовский (1676—1762), воевода мазовецкий, каштелян краковский
- Михал Яцек Понятовский, монах-доминиканец
- София Агнешка Понятовская[пол.] (ок. 1685—1763), аббатиса кармелиток в Кракове.